# Dolomitmarmor

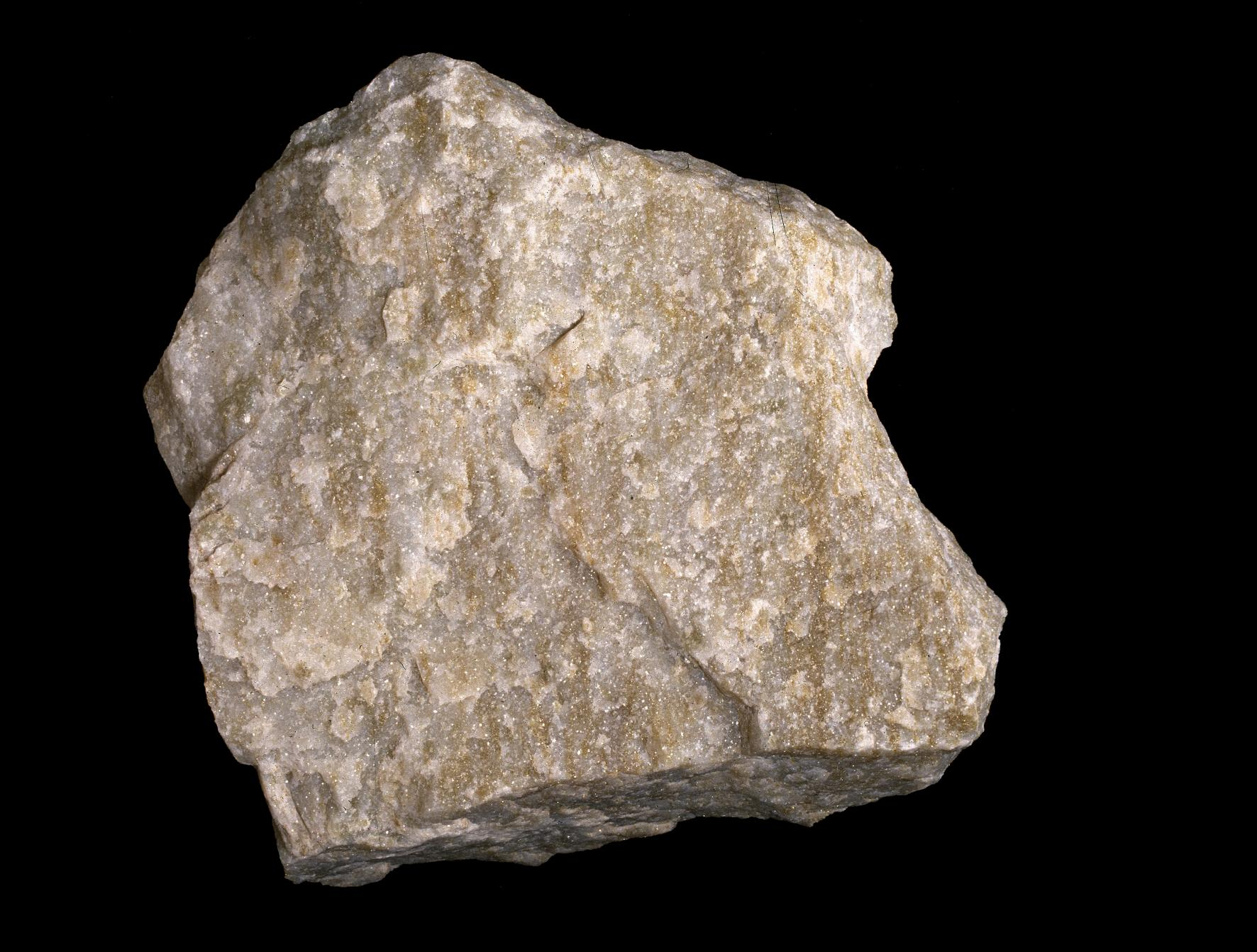
Dolomitmarmor

Dolomitmarmor ist ein Carbonatgestein, das hauptsächlich aus dem Mineral Dolomit besteht. Er ist etwas säurebeständiger als normaler Marmor. Erkennbar ist er häufig an dem bronzefarbig schimmernden Glimmer (Phlogopit). Die gut spaltbare Natursteinsorte Palisandro ist ein typischer Vertreter eines Dolomitmarmors.
Petrographisch ist er ein metamorphes Gestein, das durch Umwandlung (Metamorphose) von Dolomit (Gestein) entsteht, und zwar im Erdinnern durch Hitze und Druck.

## Verwendung
Er kann wie normaler Marmor z. B. für Skulpturen, an Bauwerken, für den Innenausbau oder auch als Grabstein verwendet werden.

## Vorkommen
- PALISANDRO SCURO aus Italien
- PALISANDRO DARK aus Karibib/Namibia
- CHOCOLATE BRASIL aus Brasilien